# Barbodes manalak
Puntius manalak là một loài cá vây tia trong họ Cyprinidae.